# Grand Prix de Berne
Der Grand Prix de Berne ist ein Fechtturnier in der Disziplin Herrendegen, das seit 1965 jährlich vom Fechtclub Bern in Bern ausgetragen wird. Der Austragungsort ist die Wankdorfhalle. Das Turnier ist sowohl im Einzel als auch für Mannschaften ein Weltcup der Kategorie A.

## Sieger
Das Turnier wird seit 1965 ausgetragen, seit 2014 gibt es auch einen Mannschaftswettbewerb.
| Jahr   | Einzel              | Mannschaft        |
| ------ | ------------------- | ----------------- |
| 2024   | Máté Tamás Koch     | Ungarn            |
| 2023   | Lucas Malcotti      | Frankreich        |
| 2022   | Tibor Andrásfi      | Südkorea          |
| 2021   | Rubén Limardo       | Russland          |
| 2020   | nicht ausgetragen   | nicht ausgetragen |
| 2019   | Ihor Rejslin        | Frankreich        |
| 2018   | Kazuyasu Minobe     | Russland          |
| 2017   | Park Sang-young     | Südkorea          |
| 2016   | Nikita Glaskow      | Frankreich        |
| 2015   | Bas Verwijlen       | Russland          |
| 2014-2 | Jean-Michel Lucenay | Frankreich        |
| 2014-1 | Park Sang-young     | nicht ausgetragen |
| 2013   | Max Heinzer         | nicht ausgetragen |
| 2012   | Max Heinzer         | nicht ausgetragen |
| 2011   | Max Heinzer         | nicht ausgetragen |
| 2010   | José Luis Abajo     | nicht ausgetragen |
| 2009   | Alfredo Rota        | nicht ausgetragen |
| 2008   | Matteo Tagliariol   | nicht ausgetragen |
| 2007   | Silvio Fernández    | nicht ausgetragen |
| 2006   | Bastien Sicot       | nicht ausgetragen |
| 2005   | Marcel Fischer      | nicht ausgetragen |
| 2004   | Alfredo Rota        | nicht ausgetragen |
| 2003   | Péter Vánky         | nicht ausgetragen |
| 2002   | Alfredo Rota        | nicht ausgetragen |
| 2001   | Paolo Milanoli      | nicht ausgetragen |
| 2000   | Péter Vánky         | nicht ausgetragen |
| 1999   | Mark Steifensand    | nicht ausgetragen |
| 1998   | Pawel Kolobkow      | nicht ausgetragen |
| 1997   | Éric Srecki         | nicht ausgetragen |
| 1996   | Tae Suk-chang       | nicht ausgetragen |
| 1995   | Éric Srecki         | nicht ausgetragen |
| 1994   | Jean-Michel Henry   | nicht ausgetragen |
| 1993   | Péter Vánky         | nicht ausgetragen |
| 1992   | Olivier Lenglet     | nicht ausgetragen |
| 1991   | Andrei Schuwalow    | nicht ausgetragen |
| 1990   | Éric Srecki         | nicht ausgetragen |
| 1989   | Serhij Krawtschuk   | nicht ausgetragen |
| 1988   | Philippe Riboud     | nicht ausgetragen |
| 1987   | Volker Fischer      | nicht ausgetragen |
| 1986   | Volker Fischer      | nicht ausgetragen |
| 1985   | Arnd Schmitt        | nicht ausgetragen |
| 1984   | Jaroslav Jurka      | nicht ausgetragen |
| 1983   | Alexander Moschajew | nicht ausgetragen |
| 1982   | Ricardo Manzi       | nicht ausgetragen |
| 1981   | Zoltán Székely      | nicht ausgetragen |
| 1980   | Alexander Pusch     | nicht ausgetragen |
| 1979   | Philippe Riboud     | nicht ausgetragen |
| 1978   | Jean-Blaise Evéquoz | nicht ausgetragen |
| 1977   | Johan Harmenberg    | nicht ausgetragen |
| 1976   | Hans Jacobson       | nicht ausgetragen |
| 1975   | Alexander Pusch     | nicht ausgetragen |
| 1974   | Győző Kulcsár       | nicht ausgetragen |
| 1973   | Jürgen Hehn         | nicht ausgetragen |
| 1972   | Igor Valetov        | nicht ausgetragen |
| 1971   | Serhij Paramonow    | nicht ausgetragen |
| 1970   | Rudi Maier          | nicht ausgetragen |
| 1969   | François Jeanne     | nicht ausgetragen |
| 1968   | Roland Losert       | nicht ausgetragen |
| 1967   | Rudolf Trost        | nicht ausgetragen |
| 1966   | Jacques Brodin      | nicht ausgetragen |
| 1965   | Max Geuter          | nicht ausgetragen |